# Paranagnia tumida
Paranagnia tumida är en insektsart som beskrevs av Melichar 1912. Paranagnia tumida ingår i släktet Paranagnia och familjen Dictyopharidae. Inga underarter finns listade i Catalogue of Life.